# کوه کاتیدرل (یوهو)
کوه کاتیدرل (به انگلیسی: Cathedral Mountain) یک کوه در کانادا است که در آلبرتا واقع شده‌است. کوه کاتیدرل ۳٬۱۸۹ متر بالاتر از سطح دریا واقع شده‌است.